# Bruce Day
Bruce Day fue un bajista y vocalista de la banda Pablo Cruise y anteriormente para Santana. Day reemplazó al bajista Bud Cockrell de Pablo Cruise en 1977, y se quedó en la banda hasta 1981 antes que el álbum Reflector fuera grabado. Murió el 30 de junio de 1999.